# シュア・シング
『シュア・シング』（原題：The Sure Thing）は、1985年制作のアメリカ合衆国の青春コメディ映画。ロブ・ライナー監督。タイトルの意味は「簡単に“OK”する女の子」。

## あらすじ
アメリカ東部の大学に入学したばかりのウォルターは女の子へ果敢にアタックしていたが、空振り続きだった。ある日、彼は同じ授業をとっている女子学生アリソンに一目惚れ。個人授業を頼むという名目で彼女に近づき、愛を語ろうとしたが、失敗する。
そんな時、西海岸の大学に通う高校の同級生ランスから手紙が届く。そこには「こっちにはシュア・シング（＝簡単に“OK”する女の子）がいっぱいいる」という内容が綴られていた。それを目にしたウォルターはいても立ってもいられず、クリスマス休暇に西海岸へ向かうことを決めた。
そして出発当日、事前に予約しておいたヒッチハイクの車に乗り込むと、アリンンがいた。彼女は恋人の法学生ジェイソンに会いに行くところだった。2人は車中でケンカを始めたため、車から降ろされてしまう。2人は今度はバスで西海岸へ行くことにしたが、ウォルターが所持金が足りなくてバスに乗れないことを知ったアリソンは、泣く泣くバスを見送る。その後、トラックに乗せてもらった2人はやっとのことで西海岸に到着した。
それぞれの目的で別れた2人だったが、パーティで再び鉢合わせ。アリソンはジェイソンと、ウォルターはランスに紹介されたシュア・シングと一緒だったが、ウォルターはシュア・シングに何の興奮も感じていなかった。一方アリソンも、ジェイソンの堅物ぶりに不満を感じていた。
その夜、シュア・シングと一夜を共にしたウォルターであったが、彼はシュア・シングと寝ることはなかった。一方アリソンも、ジェイソンと別れた。ウォルターとアリソンは、お互いを意識し合っていることに気付くのだった。

## キャスト
- ウォルター・ギブソン：ジョン・キューザック
- アリソン：ダフネ・ズニーガ
- ランス：アンソニー・エドワーズ
- シュア・シング：ニコレット・シェリダン
- トープ教授：ヴィヴェカ・リンドフォース
- ジェイソン：ボイド・ゲインズ
- ゲイリー・クーパー：ティム・ロビンス
- リサ・ジェーン・パースキー